# Államok vezetőinek listája 1935-ben
Ezen az oldalon az 1935-ben fennálló államok vezetőinek névsora olvasható földrészek, majd országok szerinti bontásban.

## Európa
- Albánia (monarchia)
  - Uralkodó – I. Zogu albán király (1925–1939)[1]
  - Kormányfő – 
    1. Pandeli Evangjeli (negyedik Evangjeli-kormány, 1930–1935)
    2. Mehdi Frashëri (1935–1936), lista
- Andorra (parlamentáris társhercegség)
  - Társhercegek
    - Francia társherceg – Albert François Lebrun (1932–1940), lista
    - Episzkopális társherceg – Justí Guitart i Vilardebó (1920–1940), lista
- Ausztria (köztársaság)
  - Államfő – Wilhelm Miklas (1928–1938), lista
  - Kormányfő – Kurt Schuschnigg (1934–1938), lista
- Belgium (monarchia)
  - Uralkodó – III. Lipót király (1934–1951)
  - Kormányfő – 
    1. Georges Theunis (1934–1935)
    2. Paul van Zeeland (1935–1937), lista
- Bolgár Cárság (monarchia)
  - Uralkodó – III. Borisz cár (1918–1943)
  - Kormányfő – 
    1. Kimon Georgiev (1934–1935)
    2. Pencso Zlatev (1935)
    3. Andrei Tosev (1935)
    4. Georgi Kjoszeivanov (1935–1940), lista
- Csehszlovákia (köztársaság)
  - Államfő – 
    1. Tomáš Garrigue Masaryk (1918–1935)
    2. Edvard Beneš (1935–1938), lista

  - Kormányfő – 
    1. Jan Malypetr (1932–1935)
    2. Milan Hodža (1935–1938), lista
- Danzig Szabad Város (szabad város a Nemzetek Szövetsége protektorátusa alatt)
  - Főbiztos – Seán Lester (1934–1937)
  - Államfő – Arthur Greiser (1934–1939)
- Dánia (monarchia)
  - Uralkodó – X. Keresztély király (1912–1947)
  - Kormányfő – Thorvald Stauning (1929–1942), lista
- Egyesült Királyság (parlamentáris monarchia)
  - Uralkodó – V. György Nagy-Britannia királya (1910–1936)
  - Kormányfő – 
    1. Ramsay MacDonald (1929–1935)
    2. Stanley Baldwin (1935–1937), lista
- Észtország (köztársaság)
  - Államfő – Konstantin Päts (1933–1940), lista
  - Kormányfő – Konstantin Päts (1934–1937), lista
- Finnország (köztársaság)
  - Államfő – Pehr Evind Svinhufvud (1931–1937), lista
  - Kormányfő – Toivo Mikael Kivimäki (1932–1936), lista
  -  Åland –
    - Kormányfő – Carl Björkman (1922–1938)
- Franciaország (köztársaság)
  - Államfő – Albert François Lebrun (1932–1940), lista
  - Kormányfő – 
    1. Pierre-Étienne Flandin (1934–1935)
    2. Fernand Bouisson (1935)
    3. Pierre Laval (1935–1936), lista
- Görögország (monarchia)
- 1935. október 10-én váltotta fel a Görög Királyság a második Hellén Köztársaságot.
  - Államfő – Alexandrosz Zaimisz (1929–1935), lista
  - Régens – Jórgosz Kondílisz (1935)
  - Uralkodó – II. György király (1935–1947)
  - Kormányfő – 
    1. Panagisz Caldárisz (1933–1935)
    2. Jórgosz Kondílisz (1935)
    3. Konsztantinosz Demercisz (1935–1936), lista
- Hollandia (monarchia)
  - Uralkodó – Vilma királynő (1890–1948)
  - Miniszterelnök – Hendrikus Colijn (1933–1939), lista
- Izland (parlamentáris monarchia)
  - Uralkodó – X. Keresztély (1918–1944)
  - Kormányfő – Hermann Jónasson (1934–1942), lista
- Írország (monarchia)
  - Uralkodó – V. György Nagy-Britannia királya (1910–1936)
  - Főkormányzó – Domhnall Ua Buachalla (1932–1936), lista
  - Kormányfő – Éamon de Valera (1932–1948), lista
- Jugoszláv Királyság (monarchia)
  - Uralkodó – II. Péter király (1934–1945)[2]
  - Régens – Pál herceg + Radenko Stanković + Ivo Perović (1934–1941)
  - Kormányfő – 
    1. Bogoljub Jevtić (1934–1935)
    2. Milan Stojadinović (1935–1939), miniszterelnök
- Lengyelország (köztársaság)
  - De facto országvezető – Józef Piłsudski (1926–1935), Lengyelország valódi vezetője
  - Államfő – Ignacy Mościcki (1926–1939), lista
  - Kormányfő – 
    1. Leon Kozłowski (1934–1935)
    2. Walery Sławek (1935)
    3. Marian Zyndram-Kościałkowski (1935–1936), lista
- Lettország (köztársaság)
  - Államfő – Alberts Kviesis (1930–1936), lista
  - Kormányfő – Kārlis Ulmanis (1934–1940), lista
- Liechtenstein (parlamentáris monarchia)
  - Uralkodó – I. Ferenc herceg (1929–1938)
  - Kormányfő – Josef Hoop (1928–1945), lista
- Litvánia (köztársaság)
  - Államfő – Antanas Smetona (1926–1940), lista
  - Kormányfő – Juozas Tūbelis (1929–1938), lista
- Luxemburg (monarchia)
  - Uralkodó – Sarolta nagyhercegnő (1919–1964)
  - Kormányfő – Joseph Bech (1926–1937), lista
- Magyar Királyság (monarchia)
  - Államfő – Horthy Miklós (1920–1944), lista
  - Kormányfő – Gömbös Gyula (1932–1936), lista
- Monaco (monarchia)
  - Uralkodó – II. Lajos herceg (1922–1949)
  - Államminiszter – Maurice Bouilloux-Lafont (1932–1937), lista
- Németország
  - Államfő – Adolf Hitler (1934–1945) lista
- Norvégia (monarchia)
  - Uralkodó – VII. Haakon király (1905–1957)
  - Kormányfő – 
    1. Johan Ludwig Mowinckel (1933–1935)
    2. Johan Nygaardsvold (1935–1945), lista
- Olasz Királyság (monarchia)
  - Uralkodó – III. Viktor Emánuel király (1900–1946)
  - Kormányfő – Benito Mussolini (1922–1943), lista
- Portugália (köztársaság)
  - Államfő – Óscar Carmona (1926–1951), lista
  - Kormányfő – António de Oliveira Salazar (1933–1968), lista
- Román Királyság (monarchia)
  - Uralkodó – II. Károly király (1930–1940)
  - Kormányfő – Gheorghe Tătărescu (1934–1937), lista
- San Marino (köztársaság)
  - San Marino régenskapitányai:
    1. Angelo Manzoni Borghesi és Marino Michelotti (1934–1935)
    2. Federico Gozi és Salvatore Foschi (1935)
    3. Pompeo Righi és Marino Morri (1935–1936), régenskapitányok
- Spanyolország (köztársaság)
  - Államfő – Niceto Alcalá-Zamora (1931–1936), lista
  - Kormányfő – 
    1. Alejandro Lerroux (1934–1935)
    2. Joaquín Chapaprieta (1935)
    3. Manuel Portela Valladares (1935–1936), lista
- Svájc (konföderáció)
  - Szövetségi Tanács:[3]
  - Giuseppe Motta (1911–1940), Edmund Schulthess (1912–1935), Marcel Pilet-Golaz (1928–1944), Albert Meyer (1929–1938), Rudolf Minger (1929–1940), elnök, Philipp Etter (1934–1959), Johannes Baumann (1934–1940), Hermann Obrecht (1935–1940)
- Svédország (parlamentáris monarchia)
  - Uralkodó – V. Gusztáv király (1907–1950)
  - Kormányfő – Per Albin Hansson (1932–1936), lista
- Szovjetunió (szövetségi népköztársaság)
  - A kommunista párt vezetője – Joszif Sztálin (1922–1953), a Szovjetunió Kommunista Pártjának főtitkára
  - Államfő – Mihail Kalinyin (1919–1946), lista
  - Kormányfő – Vjacseszlav Molotov (1930–1941), lista
- Vatikán (abszolút monarchia)
  - Uralkodó – XI. Piusz pápa (1922–1939)
  - Apostoli Szentszék –
    - Államtitkár – Eugenio Pacelli bíboros (1930–1939), lista

## Afrika
- Dél-afrikai Unió (monarchia)
  - Uralkodó – V. György Nagy-Britannia királya (1910–1936)
  - Főkormányzó – George Villiers (1931–1937), Dél-Afrika kormányát igazgató tisztviselő
  - Kormányfő – J. B. M. Hertzog (1924–1939), lista
- Egyiptom (monarchia)
  - Uralkodó – I. Fuád király (1910–1936)
  - Kormányfő – Muhammad Taufík Naszim Pasa (1934–1936), lista
- Etiópia (monarchia)
  - Uralkodó – Hailé Szelasszié császár (1930–1974)[4]
  - Kormányfő – Hailé Szelasszié (1927–1936), lista
- Libéria (köztársaság)
  - Államfő – Edwin Barclay (1930–1944), lista

## Dél-Amerika
- Argentína (köztársaság)
  - Államfő – Agustín Pedro Justo (1932–1938), lista
- Bolívia (köztársaság)
  - Államfő – José Luis Tejada Sorzano (1934–1936), lista
- Brazília (köztársaság)
  - Államfő – Getúlio Vargas (1930–1945), lista
- Chile (köztársaság)
  - Államfő – Arturo Alessandri (1932–1938), lista
- Ecuador (köztársaság)
  - Államfő – 
    1. José María Velasco Ibarra (1934–1935)
    2. Antonio Pons (1935), ügyvivő
    3. Benigno Andrade Flores (1935), az ecuadori Katonai Junta elnöke
    4. Federico Páez (1935–1937) lista
- Kolumbia (köztársaság)
  - Államfő – Alfonso López Pumarejo (1934–1938), lista
- Paraguay (köztársaság)
  - Államfő – Eusebio Ayala (1932–1936), lista
- Peru (köztársaság)
  - Államfő – Óscar R. Benavides (1933–1939), lista
  - Kormányfő – 
    1. Carlos Arenas y Loayza (1934–1935)
    2. Manuel Esteban Rodríguez (1935–1936), lista
- Uruguay (köztársaság)
  - Államfő – Gabriel Terra (1931–1938), lista
- Venezuela (köztársaság)
  - Államfő – 
    1. Juan Vicente Gómez (1931–1935)
    2. Eleazar López Contreras (1935–1941), lista

## Észak- és Közép-Amerika
- Amerikai Egyesült Államok (köztársaság)
  - Államfő – Franklin D. Roosevelt (1933–1945), lista
- Costa Rica (köztársaság)
  - Államfő – Ricardo Jiménez Oreamuno (1932–1936), lista
- Dominikai Köztársaság (köztársaság)
  - De facto országvezető – Rafael Trujillo Molina (1930–1961)
  - Államfő – Rafael Trujillo Molina (1930–1938), lista
- Salvador (köztársaság)
  - Államfő – 
    1. Andrés Ignacio Menéndez (1934–1935), ügyvivő
    2. Maximiliano Hernández Martínez (1935–1944), lista
- Guatemala (köztársaság)
  - Államfő – Jorge Ubico (1931–1944), lista
- Haiti (köztársaság)
  - Államfő – Sténio Vincent (1930–1941), lista
- Honduras (köztársaság)
  - Államfő – Tiburcio Carías Andino (1933–1949), lista
- Kanada (parlamentáris monarchia)
  - Uralkodó – V. György király (1910–1936)
  - Főkormányzó – 
    1. Vere Ponsonby (1931–1935)
    2. Sir Lyman Duff (1935), adminisztrátor
    3. John Buchan (1935–1940), lista

  - Kormányfő – 
    1. R. B. Bennett (1930–1935)
    2. William Lyon Mackenzie King (1935–1948), lista
- Kuba 
  - Államfő – 
    1. Carlos Mendieta (1934–1935), ideiglenes
    2. José Agripino Barnet (1935–1936), ideiglenes, lista
- Mexikó (köztársaság)
  - Államfő – Lázaro Cárdenas (1934–1940), lista
- Nicaragua (köztársaság)
  - Államfő – Juan Bautista Sacasa (1933–1936), lista
- Panama (köztársaság)
  - Államfő – Harmodio Arias Madrid (1932–1936), lista

## Ázsia
- Afganisztán (monarchia)
  - Uralkodó – Mohamed Zahir király (1933–1973)
  - Kormányfő – Mohammad Hasim Khan (1929–1946), lista
- Irak (monarchia)
  - Uralkodó – Gázi király (1933–1939)
  - Kormányfő – 
    1. Ali Dzsavdat al-Aijúbi (1934–1935)
    2. Dzsamíl al-Midfai (1935)
    3. Jaszín al-Hasími (1935–1936), lista
- Irán (monarchia)
- 1935. március 21-én változtatta nevét Perzsiáról Iránra.
  - Uralkodó – Reza Pahlavi sah (1925–1941)
  - Kormányfő – 
    1. Mohammad-Ali Forúgi (1933–1935)
    2. Mahmúd Dzsam (1935–1939), lista
- Japán (császárság)
  - Uralkodó – Hirohito császár (1926–1989)
  - Kormányfő – Okada Keiszuke (1934–1936), lista
- Jemen (monarchia)
  - Uralkodó – Jahia Mohamed Hamidaddin király (1904–1948)[5]
- Kína
  -  Nemzeti Kormányzat (köztársaság)
  - Államfő – Lin Szen (1931–1943), Kína Nemzeti Kormányának elnöke, lista
  - Kormányfő – 
    1. Vang Csing-vej (1932–1935)
    2. Csang Kaj-sek (1935–1938), lista

  -  Kínai Tanácsköztársaság
    - Államfő – Mao Ce-tung (1931–1937), a Kínai Tanácsköztársaság Végrehajtó Bizottságának elnöke

  -  Keleti Hebei Autonóm Tanács (japán bábállam)
  - 1935. november 24-én kiáltotta ki függetlenségét a Kínai Köztársaságtól.
    - Államfő – Jin Csu-keng (1935–1937), az Autonóm Tanács elnöke

  -  Mandzsukuo (japán bábállam)
    - Uralkodó - Pu Ji (1932–1945)
    - Kormányfő - 
      1. Csang Hsziao-szu (1932–1935)
      2. Csang Csing-huj (1935–1945)

  -  Tibet (el nem ismert, de facto független állam)
    - Uralkodó – nincs betöltve, Dalai láma (1933–1939)
    - Régens – Dzsamphel Jese Gyalcen (1934–1941), Reting rinpocse
- Maszkat és Omán (abszolút monarchia)
  - Uralkodó – III. Szaid szultán (1932–1970)
- Mongólia (népköztársaság)
  - A kommunista párt vezetője – Dordzsdzsavín Luvszansarav (1932–1937) + Bat-Ocsirün Eldev-Ocsir (1932–1937) + Khasz-Ocsirün Luvszandordzs (1934–1936), a Mongol Forradalmi Néppárt Központi Bizottságának titkárai
  - Államfő – Anandín Amar (1932–1936), Mongólia Nagy Népi Hurálja Elnöksége elnöke, lista
  - Kormányfő – Peldzsidín Genden (1932–1936), lista
- Nepál (alkotmányos monarchia)
  - Uralkodó – Tribhuvana király (1911–1950)
  - Kormányfő – Dzsuddha Samser Dzsang Bahadur Rana (1932–1945), lista
- Szaúd-Arábia (abszolút monarchia)
  - Uralkodó – Abdul-Aziz király (1902–1953)[6]
- Sziám (parlamentáris monarchia)
  - Uralkodó – 
    1. Pradzsadhipok király (1925–1935)
    2. Ananda Mahidol király (1935–1946)

  - Kormányfő – Phraja Phahonphonphajuhaszena (1933–1938), lista
- Törökország (köztársaság)
  - Államfő – Mustafa Kemal Atatürk (1923–1938), lista
  - Kormányfő – İsmet İnönü (1925–1937), lista
- Tuva (népköztársaság)
  - A kommunista párt főtitkára – Szalcsak Toka (1932–1944)
  - Államfő – Csuldum Lopszakovi (1929–1936)
  - Kormányfő – Adüg-Tulus Khemcsik-ool (1929–1936)

## Óceánia
- Ausztrália (parlamentáris monarchia)
  - Uralkodó – V. György Ausztrália királya (1910–1936)
  - Főkormányzó – Sir Isaac Isaacs (1931–1936), lista
  - Kormányfő – Joseph Lyons (1932–1939), lista
- Új-Zéland (parlamentáris monarchia)
  - Uralkodó – V. György Új-Zéland királya (1910–1936)
  - Főkormányzó – 
    1. Charles Bathurst (1930–1935)
    2. Sir Michael Myers (1935), adminisztrátor
    3. George Monckton-Arundell (1935–1941), lista

  - Kormányfő – 
    1. George Forbes (1930–1935)
    2. Michael Joseph Savage (1935–1940), lista